# Nic (chanteur)
Nic (de son vrai nom Mirco Harald Goronzy, né le 9 avril 1981 à Duisbourg) est un chanteur allemand.

## Biographie
Après avoir quitté l'école, il commence une formation d'éducateur social. Par ailleurs, il travaille comme DJ. Lors d'une réunion d'artistes à Dortmund, il rencontre le producteur Peter Sébastian qui l'invite à Hambourg. Le premier single de Nic, Geschickt eingefädelt, sort en 2001. Comme la chanson devient un succès, il décide de se consacrer à une carrière musicale.
Avec la productrice Heike Hielscher, il sort en 2005 le single Hast wohl den Knall nicht gehört. Peu après, il publie son premier album, Simsalabim, produit par Arnold Wess. Le second extrait, Ein Stern, est une reprise d'une chanson de Nik P..
Après son entrée dans les meilleures ventes, Nic signe un contrat avec EMI. En 2011, il change de label et s'engage avec DA Music pour éditer l'album Was wäre wenn.

## Discographie
Singles
- 2001: Geschickt eingefädelt
- 2006: Einen Stern
- 2007: Immer noch
- 2007: Ich will dich für immer
- 2008: Zwei weiße Pferde
- 2008: Es steht in deinen Augen
- 2009: Sweet Caroline
- 2010: Zwischen Himmel und Kölle
- 2010: Ich bin stark nur mit dir
- 2011: Einen Saphir
- 2011: Irgendwann (Seh'n wir uns wieder)
- 2012: Was wäre wenn

Albums
- 2007: Simsalabim
- 2008: Küss mich
- 2010: Bitte bleib
- 2011: Was wäre wenn

## Source de la traduction
- (de) Cet article est partiellement ou en totalité issu de l’article de Wikipédia en allemand intitulé « Nic (Sänger) » (voir la liste des auteurs).